# Południowoafrykańska Partia Komunistyczna
Południowoafrykańska Partia Komunistyczna (ang. South African Communist Party) – południowoafrykańska partia polityczna, reprezentująca ideologię marksistowską. Uczestniczyła w zwalczaniu i obalaniu systemu segregacji rasowej (apartheidu) w RPA.

## Historia
Partia została założona 30 lipca 1921 roku jako „Komunistyczna Partia Południowej Afryki” (CPSA - Communist Party of South Africa), jaka zrzeszała w swoich strukturach szereg grup i organizacji marksistowskich. W czasie II wojny światowej wpływy partii znacznie wzrosły, a jej członkowie byli później wielokrotnie wybierani do organów przedstawicielskich największych miast kraju. Bezpośrednim impulsem do powstania tego ugrupowania o charakterze socjalistycznym był wyzysk górników pracujących w kopalniach okręgu przemysłowego Witwatersrand w 1922 r., spowodowany przez dalsze wydobywanie licznych pokładów złota w tym regionie. W tamtym czasie podmiotowość działania CPSA miała skłonność do walki z brytyjskim imperializmem. 
W 1950 roku krótko po oficjalnym ogłoszeniu apartheidu na terenach Południowej Afryki uchwalono ustawę antykomunistyczną. Ustawa ta zdelegalizowała działalność CPSA i pozwoliła na zdelegalizowanie każdej partii, którą rząd uznałby za komunistyczną. Członkostwo w CPSA było wtedy zagrożone karą do dziesięciu lat więzienia. W wyniku dekretu partia została rozwiązana. Powróciła jednak w 1953 roku pod nową nazwą - Południowoafrykańska Partia Komunistyczna (SACP).
Do 1990 roku SACP działało w podziemiu w najgłębszej tajemnicy. W lutym 1990 roku nowo wybrany prezydent RPA i laureat pokojowej nagrody Nobla, Frederik de Klerk ogłosił zniesienie zakazu działalności partii komunistycznych. 
Od 11 lutego 1990 roku partia jest częścią sojuszu politycznego nazywanego „Sojuszem Trójstronnym". W jego skład wchodzi jeszcze Afrykański Kongres Narodowy oraz centrala związkowa Kongres Południowoafrykańskich Związków Zawodowych.
2 maja 1990 roku przywódcy dwóch największych organizacji komunistycznych, ANC (organizacji paramilitarnej) i SACP spotkali się z rządem RPA, który zgodził się na amnestię i rehabilitację więźniów politycznych. Popularny przywódca komunistyczny Chris Hani, który stanął na czele partii w 1991 roku, został zamordowany w 1993 roku przez skrajnie prawicowego polskiego emigranta, Janusza Walusia.
SACP nadal jest częścią sojuszu rządzącego w RPA, a jego członkowie stale uczestniczą w wyborach z list Afrykańskiego Kongresu Narodowego. Obecny sekretarz generalny partii (jest także ministrem transportu), Blade Nzimande, był już członkiem rządu RPA, kierując Ministerstwem Szkolnictwa Wyższego.